# Nemapogon falstriella
Nemapogon falstriella is een vlinder uit de familie echte motten (Tineidae). De wetenschappelijke naam is voor het eerst geldig gepubliceerd in 1881 door Bang-Haas.
De soort komt voor in Europa.